# Журналістика під прикриттям

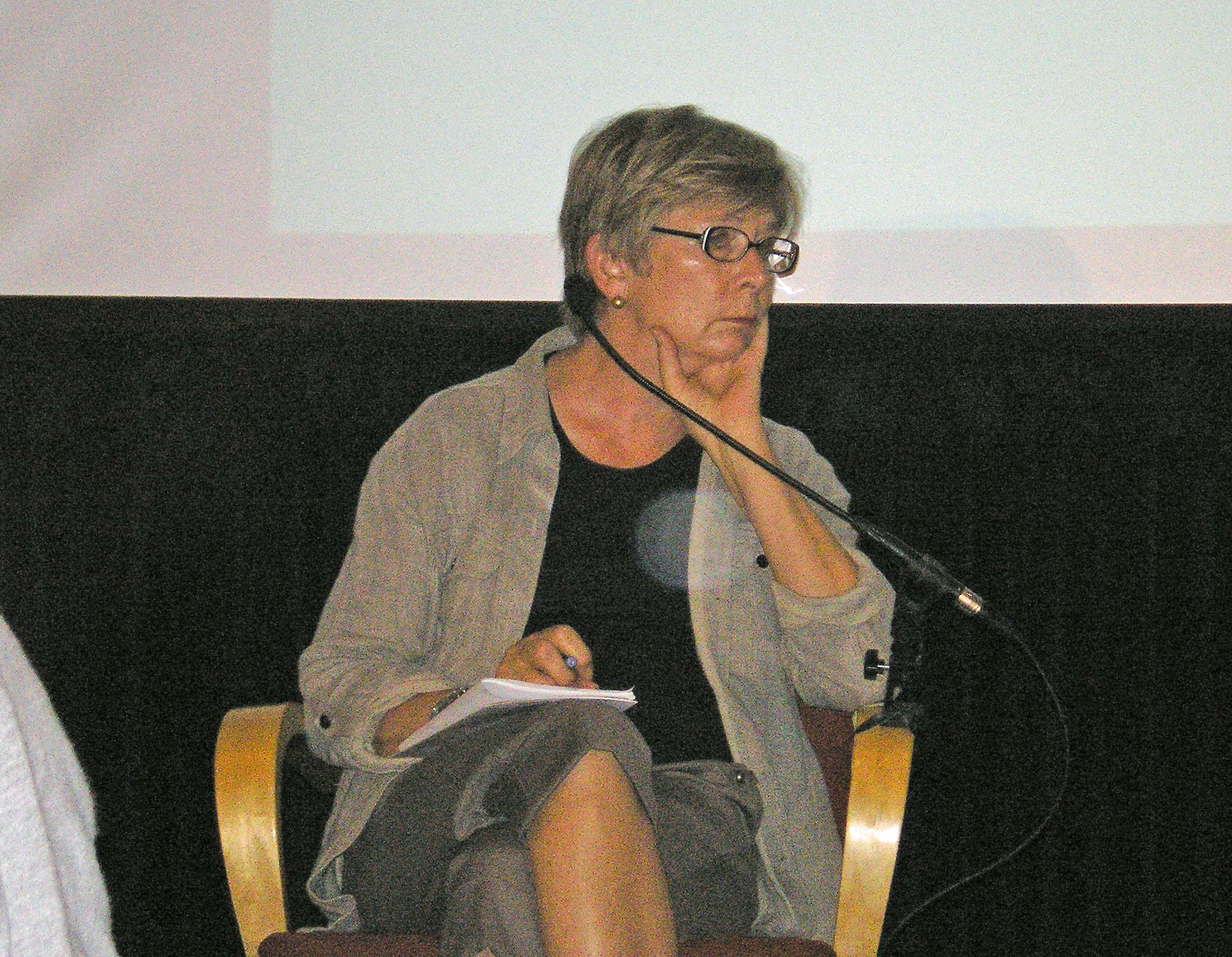
Барбара Еренрайх

Журналістика під прикриттям — це форма журналістики, в якій репортер намагається проникнути в громаду, певну спільноту, виявляючи дружнє ставлення до неї.

## Роль
Роль таємної журналістики стала темою багатьох дискусій, оскільки важливо не переходити моральні та етичні межі. Дев'ять елементів журналістики, викладених у книзі Білла Ковача та Тома Розенстієля:
1. Перше зобов'язання журналістики — це говорити правду.
2. Виявляти лояльність до громадян.
3. Її суть — дисципліна перевірки.
4. Журналісти повинні бути незалежними від тих, кого вони описують.
5. Журналістика повинна бути незалежним монітором влади.
6. Вона повинна стати форумом для громадської критики та компромісу.
7. Журналістика повинна прагнути зробити новини значними, цікавими й актуальними.
8. Вона повинна подавати новини всебічно і пропорційно.
9. Журналісти повинні діяти сумлінно, маючи чисту совість.

У той час, коли журналісти працювали під прикриттям, деякі з цих вказівок були порушені для того, щоб підтримувати й не викрити інших у списку. Таємні репортажі висвітлювали численні звірства протягом всієї історії, але часто репортери під прикриттям жертвують етичними і моральними принципами у цьому процесі.

## Етика
Хоча журналістика прагне шукати і повідомляти правду, завжди слід дивитися на пошук істини з точки зору етики. Якщо таємна журналістика використовує брудні чи нечесні способи, щоб отримати правду, то в кінцевому підсумку довіра між репортерами та громадськістю порушується і може бути втрачена взагалі. Журналістика під прикриттям розкриває багато істин, які інакше залишалися б прихованими. У 1990-х роках ABC Primetime Live було проведено роботу під прикриттям щодо розслідування чуток про антисанітарну практику Food Lion. Згідно з Етичним кодексом Товариства професійних журналістів, «[…] журналісти повинні […] анулювати таємні або інші приховані методи збору інформації, якщо традиційні, відкриті методи не дадуть інформації, яка є життєво важливою для громадськості». Таємні журналістські методи навряд чи слід використовувати, а якщо все ж використовувати, то це слід робити, якщо немає інших варіантів для отримання інформації. Це також має супроводжуватися корисною, цікавою та відповідною інформацією для громадськості.

## Відомі журналісти під прикриттям
Журналісти, які славляться своїми таємними звітами:
- Джеймс О'Кіф
- Гантер С. Томпсон
- Донал Макінтайр
- Алекс Долан
- Неллі Блай
- Пем Зекман
- Anas Aremeyaw Anas
- Метт Тейббі
- Гюнтер Вальраф
- 60 хвилин і кореспонденти Dateline NBC
- Барбара Еренрайх
- Кармело Аббате
- Девід Далейден

Джеймс О'Кіф — американський журналіст, відомий тим, що таємно записував аудіо- та відео зустрічі з діячами в академічних, урядових та соціальних організаціях, щоб показати зловмисну чи нібито незаконну поведінку співробітників та / або представників організацій.
Гантер С. Томпсон був відомий своєю таємною роботою, яка повідомляла про базу мотоциклів у Каліфорнії, — Ангели пекла. Його книга «Ангели пекла: дивна і жахлива сага про мотоциклетні банди поза законом» охарактеризувала банду, в якій Томпсон провів приблизно рік, ставши одним з пекельних ангелів, в той час, коли їхня слава була на найвищому рівні.
Елізабет Джейн Кохран, що пише під псевдонімом Неллі Блай, стала відома своєю таємною роботою для Нью-Йорк ворлд під назвою «Десять днів у божевільні», коли вона під виглядом божевільної потрапила у притулок, а потім повідомляла про жорстокість і недбалість у ставленні до пацієнтів. Через десять днів вона покинула божевільню і пізніше вела розслідування далі й допомагала великому журі притягнути до відповідальності психіатричний заклад.
Гюнтер Вальраф — німецький журналіст, відомий своєю таємною роботою, Ganz unten («Найнижча з низьких»), що викриває репресивні умови, з якими стикається робоча сила іммігрантів у Німеччині. Він шукав роботу на німецьких фабриках, у фармацевтичних компаніях, працював на багатьох тимчасових випадкових роботах протягом двох років, перш ніж опублікувати книгу.
Анас Аремеяу Анас — ганський журналіст-слідчий, народився наприкінці 1970-х років. Анас відомий тим, що використовує анонімність як інструмент у своєму арсеналі розслідування (дуже мало людей бачили його обличчя). Мультимедійний журналіст, який спеціалізується на друкованих засобах масової інформації та документальних фільмах, Анас зосереджується на питаннях прав людини та антикорупції в Гані та на іншій території Африки на південь від Сахари. Анас заслужив визнання за свою роботу, яка виступає за право не бути в рабстві або в підневільному стані і мати гідний рівень життя в разі хвороби. Дослідницька діяльність Анаса принесла йому визнання в усьому світі, коли президент Барак Обама підкреслив його чесноти у своєму виступі під час свого візиту до Гани 2009 року: "Незалежна преса. Жвавий приватний сектор. Громадянське суспільство. Це ті речі, які дають життя демократії. Ми бачимо цей дух у сміливих журналістів, таких як Анас Аремеяу Анас, який ризикнув своїм життям заради правди. Анас завоював чотирнадцять міжнародних нагород за свою розслідувальну роботу. Він увійшов до п'ятірки найбільш впливових ганських журналістів в 2011 році (за версією ETV), і названий одним з «найвпливовіших африканців року» Новим африканським журналом в грудні 2014 року. «Chameleon» — документальний фільм Райана Маллінса про життя та діяльність Анаса, який був представлений на фестивалі IDFA 2014 року в Амстердамі.
Донал Макінтайр — ірландський журналіст-слідчий, який працював під прикриттям, щоб викрити стандарти зайнятості в індустрії пригодницького спорту після катання на байдарках Лайм Регіс. Він також отримав нагороду за свою 11-місячну роботу під прикриттям, розкриваючи наркодилерів і працівників приватних охоронних фірм, які працюють у змові.
Алекс Долан — журналістка і викладач, відома своїм таємним розслідуванням, яке демонструє погану поведінку студентів у деяких сферах системи британської середньої освіти, шляхом прихованої зйомки у класах. Це була робота Алекс Долан для документального фільму «Вчитель під прикриттям», створеного Алленом Джевхерстом.
Девід Далейден — активіст, учасник Американського руху проти абортів, таємно записував розмови чиновників у кабінетах центрів планування батьківства. Оскільки Далейден використовував фальсифіковану ліцензію для отримання доступу до посадових осіб, він був звинувачений Головним судом Х'юстона за злочин другого ступеня.
Мажер Махмуд, так званий «фальшивий шейх», який отримав нагороди за свою журналістську діяльність, а потім був ув'язнений за неправдиві свідчення.

## Книги на основі проектів під прикриттям
До них належать такі книги, як Black Like Me Джона Говарда Гріффіна, в якому білий письменник перефарбував себе у чорний колір і подорожував по південній частині Сполучених Штатів, Self-Made Man, автор Нора Вінсент, — історія про жінку, яка переодяглася і вважалася чоловіком. Джентльменська угода Лаури З. Гобсон — розповідь про фіктивну угоду невірного журналіста, який представляє себе як єврея для розслідування антисемітизму.